# Microptilotis fordianus
El mielero de Kimberley (Microptilotis fordianus anteriormente Meliphaga fordiana) es una especie de ave paseriforme de la familia Meliphagidae endémica del norte de Australia. Anteriormente se consideraba una subespecie del mielero listado, pero en la actualidad se consideran especies separadas. 

## Descripción
El mielero de Kimberley tiene un aspecto similar al del mielero listado, con el plumaje de sus partes superiores de color gris, y el de las partes inferiores blanquecino, con veteado gris en el pecho. Sus ojos son grises, y su pico negro es relativamente largo y curvado hacia abajo. Presenta una lista blanca bajo los ojos en contraste con unas anchas bigoteras oscuras. Se distingue del mielero listado por carecer del borde amarillento en las plumas de vuelo de alas y cola, y del tono crema amarillento de las coberteras inferiores de las alas, costados y vientre.

## Taxonomía
El mielero de Kimberley se consideraba una subespecie del mielero listado hasta que artículos publicados en 2014 y 2015 proporcionaron pruebas de que no solo mostraban diferencias genéticas y en sus cantos. and foraging ecology.

## Distribución y hábitat
El mielero de Kimberley se encuentra únicamente en la región de Kimberley en el norte de Australia Occidental. Su hábitat natural son los bosques húmedos tropicasles, los bosques húmedos de eucaliptos y Melaleuca.

## Comportamiento
El mielero de Kimberley cría de agosto a enero. Suelen poner dos huevos rosados con moteado rojo o pardo, en nidos hondos hechos con fibras vegetales y telarañas.